# Todi (Einheit)
Todi war ein englisches Gewichtsmaß.
- 1 Todi = 4 Lägel
  - 1 Lägel = etwa 100 bis 140 Pfund (Preuß.)